# Folkest
Folkest  è un festival dedicato alla musica di tutte le etnie e le culture del mondo, che si tiene nei comuni del Friuli-Venezia Giulia e in alcuni della Slovenia e dell'Istria, nel mese di giugno e luglio di ogni anno.

## Scopo
Lo scopo del festival è promuovere la musica popolare di tutto il mondo, anche attraverso la pubblicazione della rivista di tradizioni, danza e musica Folk Bulletin (dal 2010 portale telematico www.folkbulletin.com), di libri e di cd.

## Storia
Il festival nasce nel 1979, (come Fieste di chenti) ma dal 1984 prende definitivamente il nome di Folkest.

Folkest ha mosso i primi passi poggiandosi su alcune idee portanti che ancora oggi sono i fondamenti delle sue scelte organizzative e artistiche: dare spazio alle musiche, principalmente etniche, che altrove trovano difficoltà di rappresentazione; riscoprire il piacere dell'ascolto musicale come fenomeno collettivo, come momento di festa; ambientare gli spettacoli negli scorci più suggestivi della regione Friuli; non divenire mai strumento di consenso, ma portavoce – e se possibile avanguardia- delle tensioni culturali che a livello mondiale rendono stimolante e in perenne divenire il mondo della musica di qualità, cui la musica etnica appartiene di diritto perché espressione di una comunità.
Folkest è stato il primo folk festival in Italia ad invitare i gruppi musicali rappresentanti dell'Est Europa: fin dagli anni Settanta, infatti, ben prima della caduta del muro di Berlino, Folkest si è rivelata essere fonte di reciproca conoscenza e strumento di contatto con le etnie magiare e balcaniche, rumene e macedoni che tanto successo conobbero poi nel resto d'Italia in anni più recenti.

In Slovenia Folkest viene organizzato in collaborazione con il Ministero della cultura, con il Comune di Capodistria e con la Comunità Autogestita della Nazionalità Italiana di Capodistria. La manifestazione capodistriana viene materialmente organizzata dall'AIAS, Associazione Italiana Arte e Spettacolo di Capodistria.
La sede dell'organizzazione è San Daniele del Friuli (UD) che, assieme a Udine e Capodistria (Slovenia) è la sede principale dei concerti.

## Cantanti e gruppi che hanno partecipato

### Italiani
- Fabrizio De André
- Angelo Branduardi
- Avion Travel
- Lino Straulino
- Mau Mau
- Alice
- Francesco De Gregori
- Massimo Bubola
- Sergio Cammariere
- Avincola

- Nuova Compagnia di Canto Popolare
- Elena Ledda
- Elisa
- Terrasonora
- Lou Tapage
- Roberto Vecchioni
- Edoardo De Angelis
- Neri Marcorè
- Max Arduini
- Caterina Bueno

### Stranieri
- Jefferson Airplane
- Bob Dylan
- Jethro Tull
- Allan Taylor
- Loreena McKennitt
- Noa
- Mark Knopfler
- Hevia
- Joe Cocker
- Alan Stivell
- Chieftains
- Van Morrison
- Byrds
- Joan Baez
- Steve Winwood

- John Mayall
- Altan
- Moya Brennan
- Miriam Makeba
- Carlos Núñez
- Fairport Convention
- Mike Oldfield
- Jarabe de Palo
- Joan Armatrading
- Goran Bregović
- Boban Markovic
- Paul Millns
- Inti Illimani
- Klezmatics
- Dave Alvin